# Lonchophylla handleyi
Lonchophylla handleyi es una especie de murciélago de la familia Phyllostomidae.

## Distribución geográfica
Se encuentra en Colombia, Ecuador y Perú.

## Estado de conservación
Se encuentra amenazada de extinción por la pérdida de su hábitat natural.